# Marie Turková (soudkyně)
Marie Turková (11. července 1954 – 17. prosince 2012) byla česká soudkyně.
Soudkyní byla zvolena roku 1979 a za svou kariéru prošla několika okresními i krajskými soudy: v letech 1979–1981 působila u Okresního soudu v Rychnově nad Kněžnou, pak až do roku 1987 u Okresního soudu ve Svitavách, kdy přešla ke Krajskému soudu v Hradci Králové. Už o rok později byla ale přeložena ke brněnskému krajskému soudu, kde soudila do roku 2002.
Od roku 2003 až do své smrti pak působila na Nejvyšším správním soudu, kde byla předsedkyní sociálně-správního kolegia.